# Fairtrade Italia
Fairtrade Italia è un consorzio con sede a Padova che si occupa di rilasciare il marchio di certificazione del commercio equo e solidale Fairtrade.

## Storia
Fairtrade Italia viene fondata come associazione non profit nel 1994 con il concorso di alcune centrali del commercio equo, dell'Associazione botteghe del mondo, di alcune associazioni importanti quali Arci, Acli, Agesci, ACU, Pax Christi e di alcune tra le principali Ong italiane come Mani Tese e FOCSIV.
L'associazione si è trasformata in Cooperativa/Consorzio alla fine del 2003, nel quadro di uno sviluppo delle attività di certificazione e diffusione dei prodotti del commercio equo e solidale.
I soci attuali del Consorzio sono 27 organizzazioni, che operano nella cooperazione internazionale, nella solidarietà, nella finanza etica, nel rispetto dell'ambiente e nel commercio equo e solidale, tra cui, oltre a quelle già citate, anche Banca Etica, Cies, Movimento Consumatori e Legambiente.
```
Fairtrade Italia fa parte di 
Fairtrade International
, con sede a 
Bonn
 in 
Germania
, coordinamento internazionale delle organizzazioni che si occupano di promuovere il marchio Fairtrade nei propri Paesi.
```

Nel Marzo 2022 Fairtrade Italia ha adeguato il proprio statuto ed ora è Società Cooperativa Impresa Sociale iscritta al RUNTS , Registro del terzo Settore. 
Nel maggio 2022 l'assemblea ha rinnovato le cariche sociali per il triennio 2022-225, eleggendo il nuovo CDA: Giuseppe Di Francesco (Arci), Sabina Siniscalchi (Oxfam), Daniele Saggion (CCPB), Enrico Quarello (ANCC), Erika Marrone(Alce Nero), Teresa Masciopinto (Banca Popolare Etica), Alessandro Mostaccio (Movimento Consumatori), Angelo Gentili (Legambiente) .Il Consiglio di Amministrazione ha confermato il presidente uscente Giuseppe Di Francesco.

## Principali attività
- Concessione in sublicenza del marchio Fairtrade alle aziende che vogliono inserirsi nel circuito del commercio equo, contrassegnando i propri prodotti/linee di prodotto con il marchio internazionale Fairtrade;
- Facilitazione dell'approvvigionamento di materie prime certificate e consolidamento delle filiere in base alle richieste specifiche dei propri partner;
- Verifica del rispetto delle condizioni contrattuali da parte dei licenziatari (rapporti con i produttori, comunicazione, utilizzo del marchio);
- Organizzazione di campagne informative e di sensibilizzazione sui principi e i prodotti del commercio equo;
- Creazione e sostegno di legami diretti fra aziende e produttori dei Paesi in via di sviluppo e valorizzazione del ruolo delle ONG, che attraverso il commercio equo cercano sbocchi di mercato per i propri progetti nei Paesi in via di sviluppo;
- Ricerca e sviluppo di progetti innovativi per creare nuovi sbocchi commerciali ai prodotti equosolidali;
- Aumento della distribuzione dei prodotti del commercio equo sia attraverso i canali convenzionali (Grande distribuzione) che attraverso i canali delle organizzazioni socie, delle Botteghe del Mondo, degli enti pubblici secondo i principi del Green Public Procurement(Acquisti Publici sostenibili ) e Social Public Procurement (appalti pubblici sociali).

## Fairtrade in Italia
Attualmente in Italia vengono distribuiti circa 3000 prodotti con ingredienti di filiere Fairtrade in più di 14.000 punti vendita (supermercati, caffetterie, macchinette automatiche, mense, ecc.) e il valore del venduto è di 580 milioni di euro (dato 2022). Le aziende che hanno scelto la certificazione Fairtrade sono circa 300. www.fairtrade.it